# Otávio Della
Otávio Della (São Paulo, 22 de junho de 1969) foi um tenista brasileiro.

## Biografia
Disputou majoritariamente os torneios Challenger, chegando a fazer algumas aparições nos Grandes Prêmios da ATP. Participou do Torneio do Guarujá de Tênis, em 1988, chegando à segunda rodada, quando venceu o sueco Ronnie Bathman. Também atuou, em 1988, no Citibank Open, em Itaparica, quando enfrentou na rodada de abertura o americano Todd Witsken.
Seu maior êxito ocorreu como duplista, ao vencer cinco torneios Challenger e chegar às quartas de final em Umag, em 1990, e Bogotá, em 1994.
| No. | Ano  | Torneio           | Superfície | Parceiro        | Oponentes na final              | Escore na final |
| --- | ---- | ----------------- | ---------- | --------------- | ------------------------------- | --------------- |
| 1.  | 1993 | Cotia, Brasil     | Hard       | Marcelo Saliola | Danilo Marcelino Francisco Roig | 6–2, 6–7, 6–3   |
| 2.  | 1993 | São Luís, Brasil  | Hard       | Marcelo Saliola | Luiz Mattar Jaime Oncins        | 6–7, 6–3, 7–6   |
| 3.  | 1994 | São Paulo, Brasil | Clay       | Marcelo Saliola | Nelson Aerts Danilo Marcelino   | 6–4, 6–2        |
| 4.  | 1994 | Fortaleza, Brasil | Hard       | Marcelo Saliola | Bill Barber Ivan Baron          | W/O             |
| 5.  | 1994 | Natal, Brasil     | Clay       | Marcelo Saliola | Gaston Etlis Ricardo Mena       | 6–4, 6–3        |